# Gewone smeerwortel
De gewone smeerwortel (Symphytum officinale) is een vaste plant uit de ruwbladigenfamilie (Boraginaceae). Deze soort is in België en Nederland een algemeen voorkomende plant in ruigtes, bermen, op dijken en bij slootkanten. Dit geldt voor geheel Europa met uitzondering van het hooggebergte. De plant is in Noord-Amerika ingevoerd en verwilderd.
De plant wordt 40–100 cm hoog met van mei tot augustus witte, roze of paarse, dicht opeen in een hangende tros gegroepeerde bloemen. De bloemen zijn klokvormig, 2–4 cm groot. De kelkbladen zijn spits, en 1/3 van de buisvormige, vergroeide kroonbladen.
Zowel de stengel als de lancetvormige bladeren zijn ruwbehaard. Het wortelblad is het grootst, dit kan 25 cm lang zijn. De hogere bladeren zijn gevleugeld langs de stengel, dat wil zeggen: het blad loopt door langs de stengel tot het vorige blad. De bladeren zijn aan de onderzijde geaderd.
De ronde, holle stengels zijn vertakt. De wortel is van buiten zwart, van binnen wit.

## Gebruik
De soortaanduiding officinale (uit de apotheek) duidt aan dat de plant vanouds medische toepassingen heeft gekend. Vooral de wortel werd verzameld. De plant bevat onder meer symphytocynoglossine, consolidine, choline, en 0,8−1 % allantoïne.
De plant werd en wordt met name uitwendig toegepast, in de vorm van omslagen bij botbreuken, wonden, en gewrichtsontstekingen. Onderzoek heeft uitgewezen dat allantoïne de heling van wonden inderdaad kan bevorderen door de stimulering van de vorming van nieuwe cellen. Voor inwendig gebruik wordt smeerwortel afgeraden in verband met de hoge dosering pyrrolizidine-alkaloïden. Dit tast de lever aan.

## Geschiedenis
Waarschijnlijk wordt de plant reeds genoemd in oude Griekse bronnen. Er wordt melding gemaakt van een gunstig effect op de genezing van wonden.
Bij de Romeinen schreef Plinius de Oudere in zijn Naturalis Historia over de smeerwortel. Apuleius noemt gedroogde plantendelen in wijn als middel bij hevige menstruatie.
Jan Yperman noemde in de 14e eeuw de smeerwortel 'confilie'. Ook hij vermeldt de genezing van wonden.

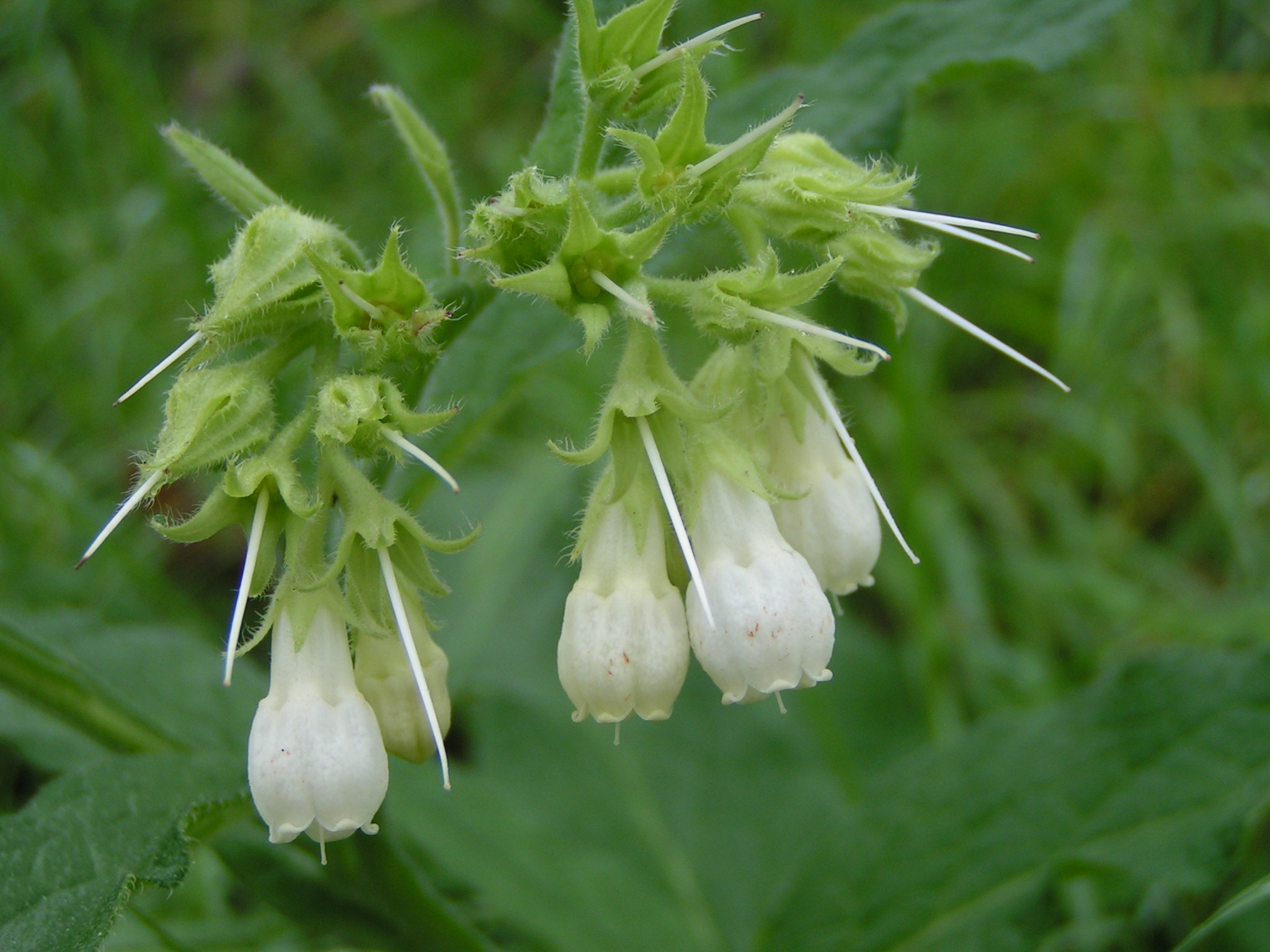
bloem
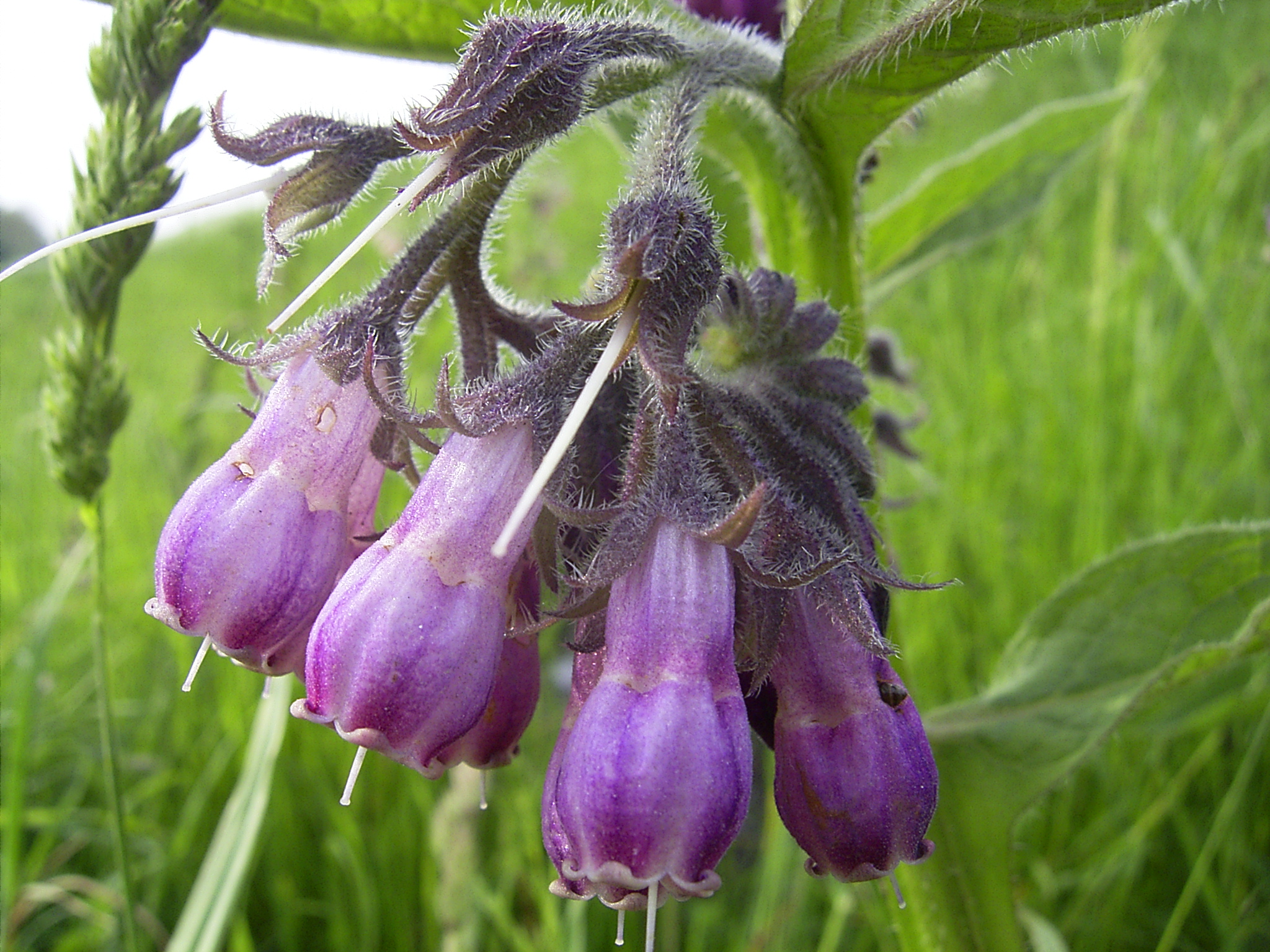
bloem
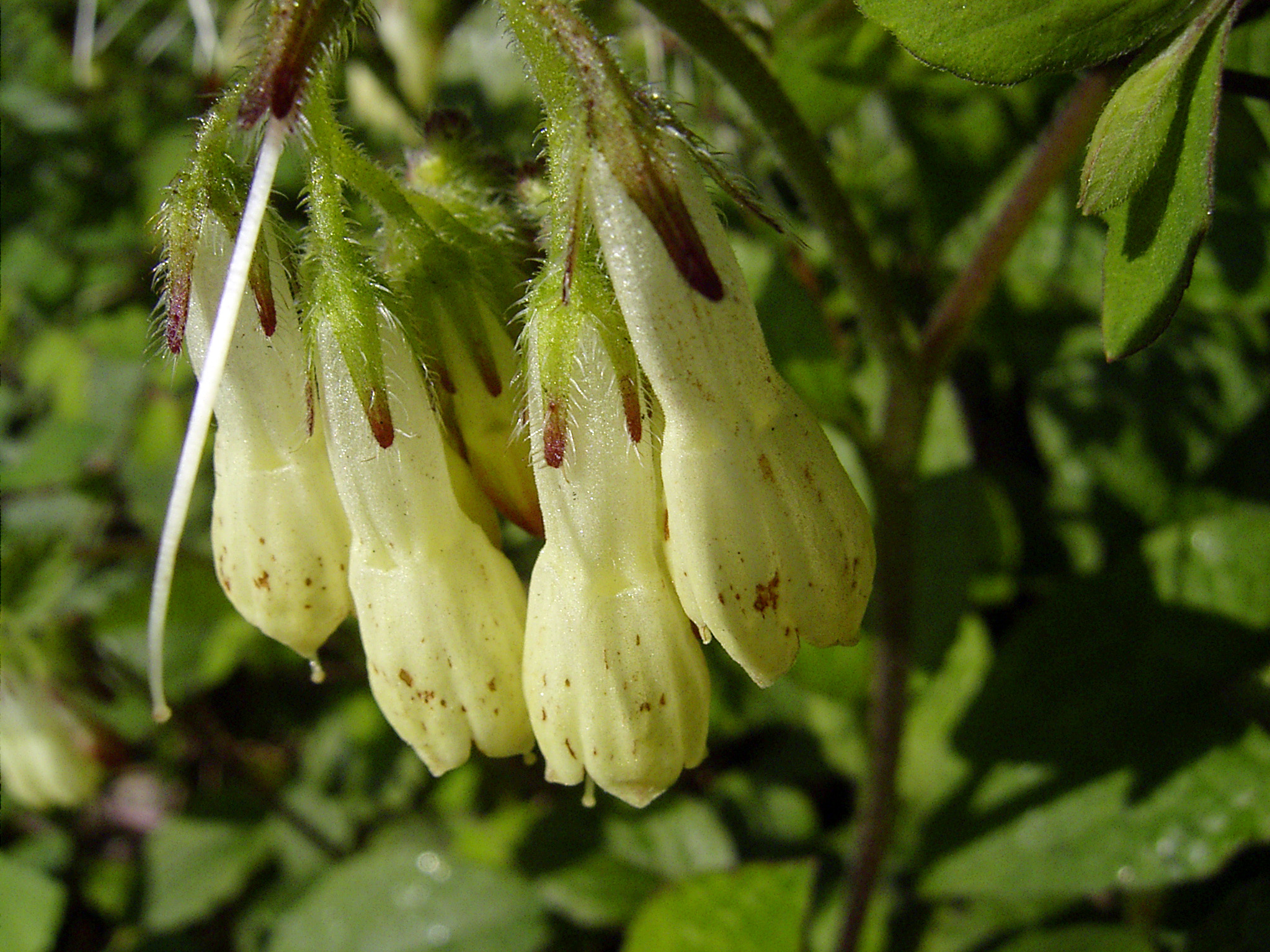
bloem
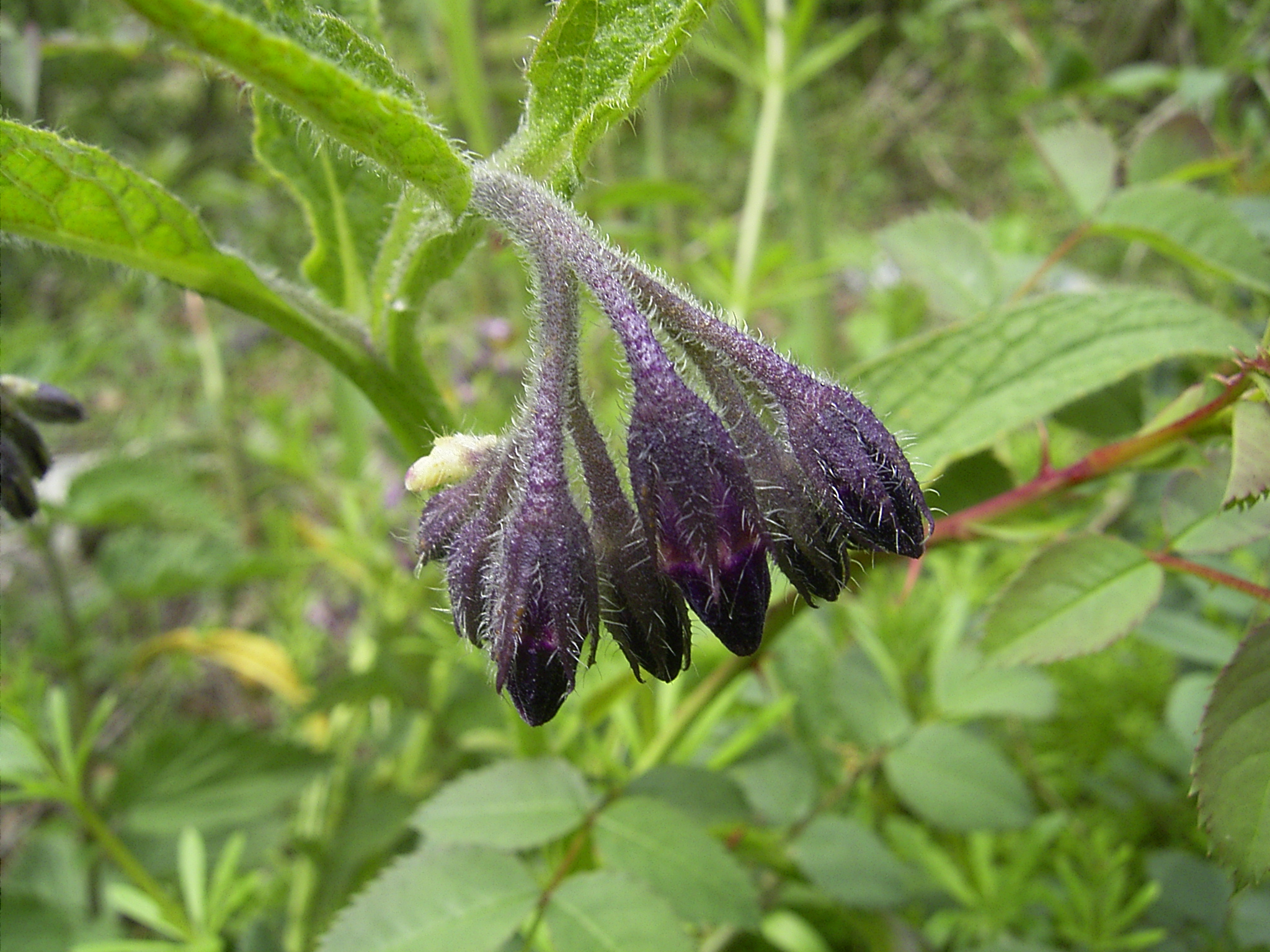
bloem
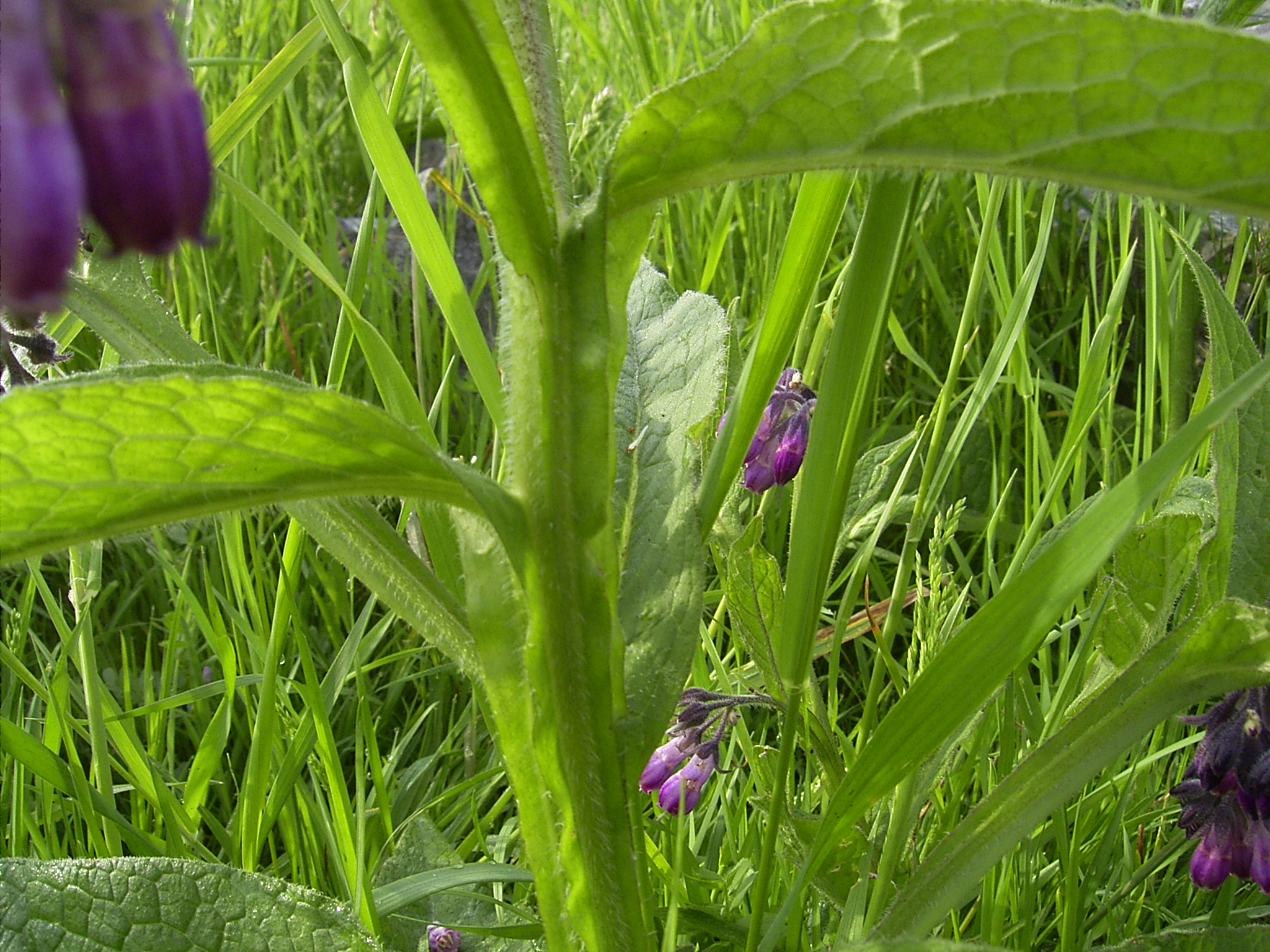
stengel

## Ecologischeaspecten
Gewone smeerwortel wordt vaak bezocht door hommels. Vaak bijt de hommel aan de achterkant van de bloem een gaatje om bij de nectar te komen. Jac.P. Thijsse noemde dit "diefstal na inbraak".

## Plantengemeenschap
De gewone smeerwortel is een kensoort voor de klasse van natte strooiselruigten (Convolvulo-Filipenduletea).